# Polycycnis muscifera
Polycycnis muscifera là một loài thực vật có hoa trong họ Lan. Loài này được (Lindl. & Paxton) Rchb.f. miêu tả khoa học đầu tiên năm 1855.